# 塔普利山脈
85°45′S 149°00′W / 85.750°S 149.000°W
塔普利山脈（英語：Tapley Mountains）是南極洲的山脈，位於橫貫南極山脈上，屬於毛德王后山脈的一部分，全長56公里，該山脈由1929年12月由美國探險隊發現。